# 風と共に
「風と共に」（かぜとともに）は、エレファントカシマシの49枚目のシングルであり、2017年6月 - 7月に、NHKの音楽番組『みんなのうた』で放送された曲。作詞・作曲：宮本浩次、編曲：宮本浩次、村山☆潤、歌：エレファントカシマシ。

## 概要
宮本は本楽曲の制作に経緯について、発売の1年前にみんなのうた側から「はじめての僕デス」を出してからちょうど40年になるので、また歌ってほしいとオファーを受けたことから製作された楽曲であり、生きているみんなは子どもも大人も基本的にはきっとみんな同じ思いだろうと考えて、自分が感じたこと考えていることをストレートに歌詞と曲にしたと語っている。
「エレファントカシマシ」の『みんなのうた』出演は初めてで、宮本浩次の『みんなのうた』出演は、「東京放送児童合唱団」在籍時に歌った『はじめての僕デス』（1976年8月・9月）以来、41年ぶり2回目。なお、本曲初回放送時には『はじめての僕デス』も再放送されたため、同時期に現在と幼少時の宮本の歌声が聞ける事になった。
「みんなのうた」で使用された映像は、かつて「セルの恋」（2005年8月 - 9月放送）で番組に参加したアニメーション作家の加藤久仁生によるものであり、本曲のシングルのジャケットも担当した。
ジャケットには宮本の案により男の子と女の子のイラストが描かれ、裏面にはメンバー4人をイメージしたイラストも描かれている。
2019年よりNHK-BSで放送中のスポーツ×ヒューマンのエンディングテーマにもなっている。

## 収録曲
（全作詞、作曲：宮本浩次　編曲：宮本浩次、村山☆潤）
1. 風と共に
2. ベイベー明日は俺の夢
3. 風と共に (Instrumental）
4. ベイベー明日は俺の夢 (Instrumental）

### 初回盤付属CD「新春ライブ2017セレクション日本武道館」
1. 新しい季節へキミと
2. 悲しみの果て
3. 星の砂
4. はじまりは今
5. 笑顔の未来へ
6. 夢を追う旅人
7. 俺たちの明日
8. 東京ジェラシィ
9. i am hungry
10. so many people
11. ファイティングマン
12. 涙

その他初回盤には「風と共に」のMusic Videoを収録したDVDが付属して発売された。